# Neohelicometra pleurogrammi
Neohelicometra pleurogrammi är en plattmaskart. Neohelicometra pleurogrammi ingår i släktet Neohelicometra och familjen Opecoelidae. Inga underarter finns listade i Catalogue of Life.